# Шарлай Михайло Михайлович
Миха́йло Миха́йлович Шарла́й (5 вересня 1937 — 4 вересня 2000) — заслужений лікар України та заслужений лікар УРСР. Зробив вагомий внесок у становлення та розвиток санітарно-епідеміологічної служби, як окремої структури в Рівненській області.

## Біографія
Михайло Михайлович Шарлай народився 5 вересня 1937 року у простій селянській родині на Полтавщині. Його дитинство та навчання в школі пройшло у вкрай тяжкі часи довоєнного села, німецької окупації, голоду 1946 року, повоєнного відновлення економіки. Та й у Харківському медінституті, де він навчався на санітарно-гігієнічному факультеті, також довелося нелегко — адже допомогти було практично нікому, а мізерна студентська стипендія давала змогу лише з труднощами виживати.
І все ж, незважаючи на труднощі життя, вчився Михайло Михайлович добре і здобув ґрунтовні знання з санітарно-гігієнічних дисциплін, які згодом стали фундаментом його успішної практичної роботи. Після закінчення інституту в 1961 р. Шарлай Михайло Михайлович за призначенням працював у Могилів-Подільському районі — спочатку лікарем-епідеміологом, а згодом і головним лікарем санепідемстанції. Саме там і відбулось його ставлення як лікаря, спеціаліста і організатора охорони здоров"я.
Після переїзду до м. Рівне в 1968 р. Михайло Михайлович розпочав свою роботу в облсанепідемстанції лікарем з гігієни праці, потім завідувачем епідвідділу, а з 1973 року і до останньої хвилини свого життя — головним лікарем облсанепідемстанції, головним санітарним лікарем області.
На той час Рівненська облСЕС являла собою невелике типове двоповерхове приміщення, недобудований корпус особливо-небезпечних інфекцій з бактеріологічною та вірусологічною лабораторіями і вже тоді було зрозуміло, що їх площа не дозволить закуповувати та використовувати нове сучасне обладнання, впроваджувати сучасні методи досліджень, та й оперативні підрозділи знаходились не в кращих умовах. В маленьких кабінетах розміщувались по двоє-троє працівників, відвідувачам буквально нікуди було зайти, а зібрати весь колектив можна було хіба що у дворі.
Територія дозволяла розширитись і будуватись, проте зробити це було вкрай важко через відсутність або обмеженість фінансування, та й отримати дозвіл на нове будівництво було практично неможливо — реально можна було лише шляхом добудов та прибудов. Йшли роки і з часом М. М. Шарлай не тільки серед працівників Держсанепідслужби і головних лікарів медичних установ, але й серед керівників партійно-радянських органів та й Міністерства охорони здоров'я України, завдяки високому професіоналізму та принциповості в питаннях захисту здоров'я населення області завоював міцний авторитет.
Стало можливим отримувати фінансування, будівельні матеріали (це теж було непросто) і поступово розпочалось зміцнення матеріальної бази не тільки облСЕС, а й райсанепідемстанцій. Спочатку прибудувалось приміщення токсикологічної лабораторії, потім — профдезвідділу, конферензалу, радіологічний і лабораторний корпус. Фактично більша частина приміщень на Котляревського, 3 збудована за його ініціативою і за його безпосередньою участю, причому в буквальному сенсі слова. Михайло Михайлович не гребував ніякою роботою, зокрема його можна було не раз побачити за розвантаженням цегли, копанням траншей під комунікації тощо
За його ініціативи розгорталось будівництво нових приміщень і в районах області — Здолбунівському, Острозькому, Млинівському, Сарненському, м. Рівне.
Високий професіоналізм, міцні знання в галузі гігієнічних наук і особливо епідеміології поєднувались в ньому з високою вимогливістю особисто до себе і до підлеглих. Найчастіше Шарлай М. М приходив на роботу серед перших і завжди закінчував робочий день останнім. В колективі завжди панувала бездоганна дисципліна, про несвоєчасне виконання завдань не могло бути й мови.
З роками Михайло Михайлович набував все більшої поваги серед колег-головних державних санітарних лікарів областей, міст Києва та Севастополя.
Його слово було авторитетним не тільки серед колег, а й в коридорах Міністерства охорони здоров'я. Неодноразово нагороджений почесними грамотами обласного рівня і Міністерства, ще в 70-роках Михайло Михайлович був відзначений почесним званням «Заслужений лікар УРСР».
Незважаючи на тяжку хворобу — перенесений інфаркт — він продовжував працювати до останнього дня і помер на робочому місці, не доживши всього добу до дня народження.

## Робота в минулому
| Місяць і рік    | Посада                                                  | Установа, організація                    |
| --------------- | ------------------------------------------------------- | ---------------------------------------- |
| 07.1961-11.1963 | Лікар-епідеміолог                                       | Могилів-Подільська райлікарня            |
| 11.1963-03.1964 | Головний лікар                                          | Могилів-Подільська міська санепідстанція |
| 03.1964-03.1966 | Лікар-епідеміолог                                       | Могилів-Подільська райлікарня            |
| 03.1966-07-1967 | Головний лікар                                          | Могилів-Подільська міська санепідстанція |
| 07.1967-06.1968 | Лікар з гігієни праці                                   | Рівненська обласна санепідстанція        |
| 06.1968-08.1969 | Лікар-епідеміолог                                       | Рівненська обласна санепідстанція        |
| 08.1969-04.1973 | Завідувач епідвідділу                                   | Рівненська обласна санепідстанція        |
| 04.1973-09.2000 | Головний державний санітарний лікар Рівненської області | Рівненська обласна санепідстанція        |

## Меморіальна дошка

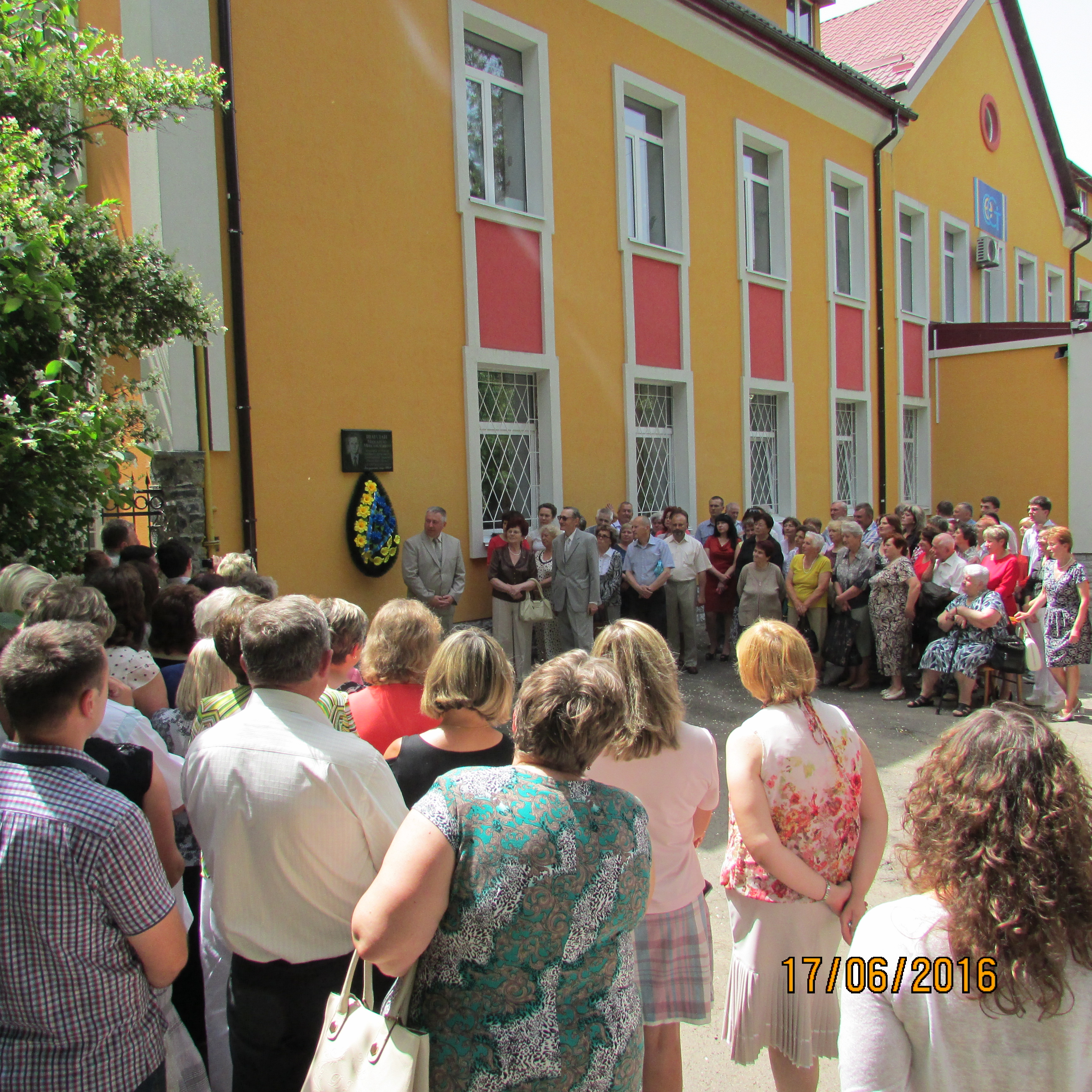

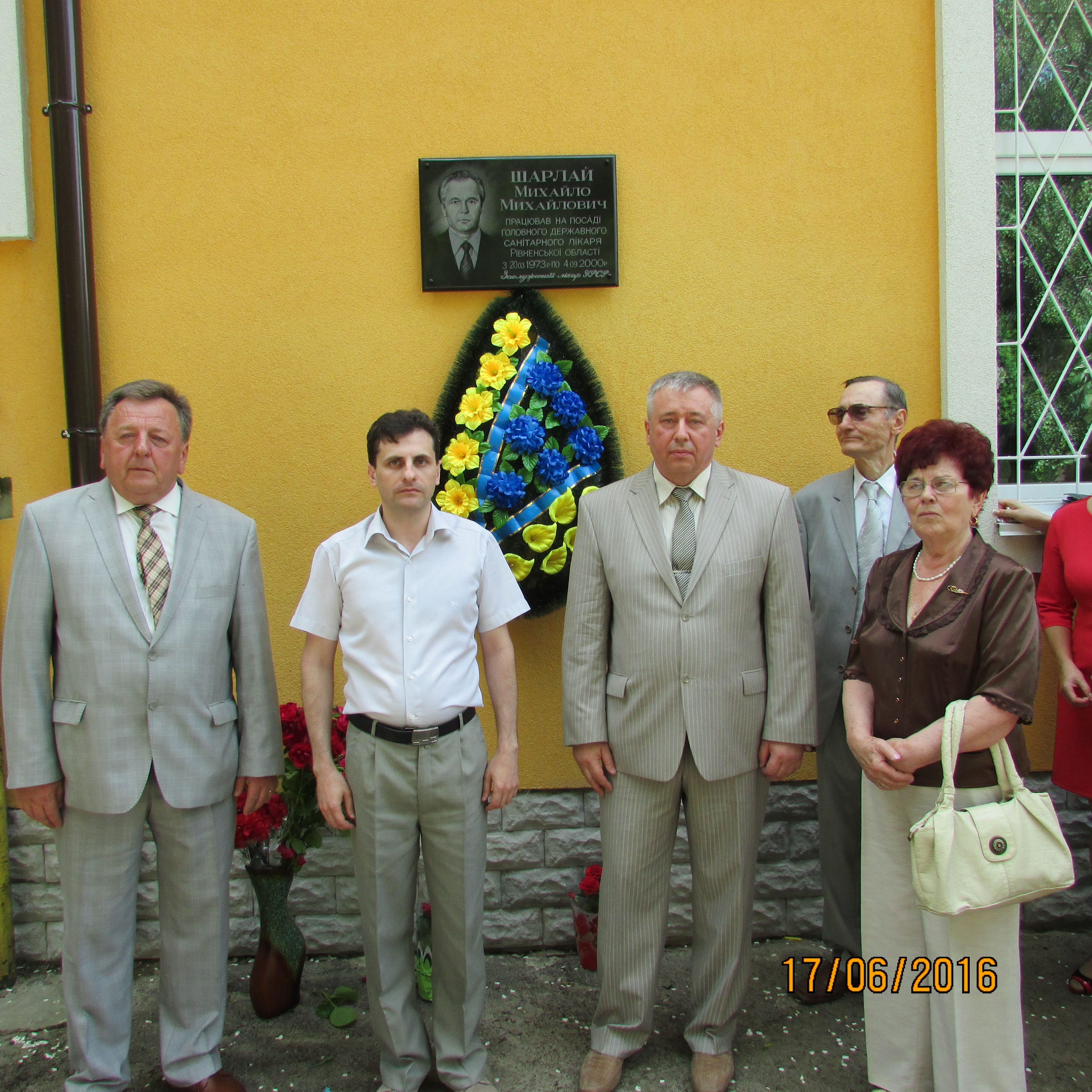

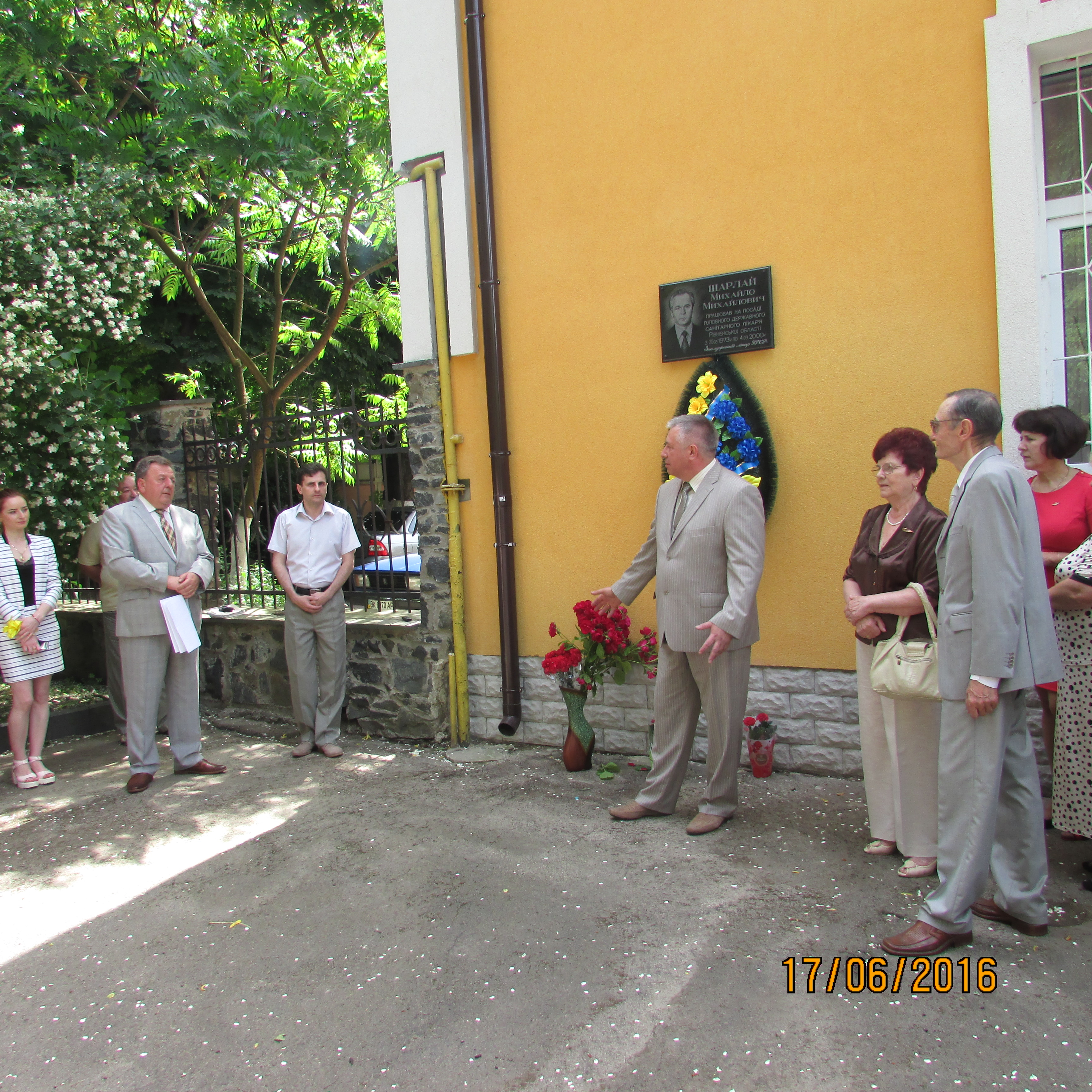

17 червня 2016 року відбулось урочисте відкриття меморіальної дошки заслуженому лікарю України, головному державному санітарному лікарю Рівненської області з 1973 по 2000 роки Шарлаю М. М. на фасаді адміністративного корпусу ДУ «Рівненський ОЛЦ ДСЕСУ» за адресою: 33028, Україна, м. Рівне, вул. Котляревського, 3.